# Julien Vervaecke
Julien Vervaecke (Dadizele, Moorslede, 3 de novembro de 1899 - Roncq, 24 de maio de 1940) foi um ciclista belga que foi profissional entre 1926 e 1935.
Em seu palmarés destacam duas etapas do Tour de France, nas 5 edições em que tomou parte, e a Paris-Roubaix de 1930.

## Palmarés
- 1925
  - Circuito Francobelga
  - Circuito Mineiro e Metalúrgico nortenho
- 1926
  - Circuito Francobelga
- 1927
  - Vencedor de uma etapa no Tour de France
- 1928
  - Grande Prêmio Wolber
  - Circuito da Bélgica
- 1929
  - Paris-Lens
  - Vencedor de uma etapa no Tour de France
- 1930
  - Paris-Roubaix
- 1931
  - Grande Prêmio Berchem-Audenaerde
- 1932
  - Paris-Bruxelas
- 1933
  - Critérium de Berchem

## Resultados

### Grandes Voltas
| Corrida | Corrida         | 1927 | 1928 | 1929 | 1930 | 1931 | 1932 | 1933 | 1934 | 1935 | 1936 |
| ------- | --------------- | ---- | ---- | ---- | ---- | ---- | ---- | ---- | ---- | ---- | ---- |
|         | Giro d'Italia   | —    | —    | —    | —    | —    | 11.º | —    | —    | —    | —    |
|         | Tour de France  | 3.º  | 5.º  | 8.º  | —    | 6.º  | —    | Ab.  | —    | —    | —    |
|         | Volta a Espanha | X    | X    | X    | X    | X    | X    | X    | X    | —    | —    |